# Кубок мира по художественной гимнастике
Кубок мира по художественной гимнастике (англ. Rhythmic Gymnastics World Cup Series) — серия соревнований по Художественной гимнастике. Проводится под эгидой Международной федерации гимнастики.

## Финал Кубка мира
Финалы больше не проводятся, последний состоялся в 2008 году. В мае 2008 года на Совете Международной федерации гимнастики в Кейптауне было решено с января 2009 года больше ни в одной из дисциплин, которые федерация курирует, финалы не проводить
| Год  | Название                     | Место проведения | Программа соревнований                         |
| ---- | ---------------------------- | ---------------- | ---------------------------------------------- |
| 1983 | 1st World Cup Final          | Белград          | Личные и групповые соревнования                |
| 1986 | 2nd World Cup Final          | Токио            | Личные и групповые соревнования                |
| 1990 | 3rd World Cup Final          | Брюссель         | Личные и групповые соревнования                |
| 2000 | 4th World Cup Final          | Глазго           | Личное первенство в отд. видах                 |
| 2002 | 5th World Cup Final          | Штутгарт         | Личное первенство в отд. видах                 |
| 2004 | 6th World Cup Final          | Москва           | Личное первенство в отд. видах, групповые упр. |
| 2006 | 7th World Cup Final          | Префектура Миэ   | Личное первен. в отд. видах, групповые упр.    |
| 2008 | 8th and last World Cup Final | Бенидорм         | Личное первен. в отд. видах, групповые упр.    |

## Rhythmic Gymnastics World Cup Series 2013
| Дата          | Название                   | Место проведения | Программа соревнований     |
| ------------- | -------------------------- | ---------------- | -------------------------- |
| 8–10 февраля  | Valentine Cup              | Тарту            | Личные, категория B        |
| 3–6 апреля    | Lisboa World Cup           | Лиссабон         | Личные и групповые, кат. B |
| 19–21 апреля  | Irina Deleanu Cup          | Бухарест         | Личные, кат. B             |
| 25–27 апреля  | World Cup Pesaro           | Пезаро           | Личные и групповые, кат. B |
| 4–5 мая       | Dundee World Cup           | София            | Личные и групповые, кат. A |
| 10–12 мая     | Tournoi de Corbeil-Essones | Корбей-Эсон      | Личные, кат. B             |
| 17–19 мая     | BelSwissBank World Cup     | Минск            | Личные и групповые, кат. B |
| 17–18 августа | World Cup St.Petersburg    | Санкт-Петербург  | Личные и групповые, кат. B |

## Rhythmic Gymnastics World Cup Series 2014
| Дата            | Название                   | Место проведения | Программа соревнований     |
| --------------- | -------------------------- | ---------------- | -------------------------- |
| 14–16 марта     | Debrecen World Cup         | Дебрецен         | Личные и групповые, кат. B |
| 22–23 марта     | Stuttgart World Cup        | Штутгарт         | Личные и групповые, кат. A |
| 3–6 апреля      | Lisboa World Cup           | Лиссабон         | Личные и групповые, кат. B |
| 11–13 апреля    | World Cup Pesaro           | Пезаро           | Личные и групповые, кат. B |
| 9–11 мая        | Tournoi de Corbeil-Essones | Корбей-Эсон      | Личные, кат. B             |
| 22–24 мая       | Happy Caravan World Cup    | Ташкент          | Личные и групповые, кат. B |
| 30 мая – 1 июня | Minsk World Cup            | Минск            | Личные и групповые, кат. B |
| 9–10 августа    | Dundee World Cup           | София            | Личные и групповые, кат. B |
| 5–7 сентября    | World Cup Kazan            | Казань           | Личные и групповые, кат. B |

## 2023 FIG Rhythmic Gymnastics World Cup series
Кубок мира
| Дата                | Название           | Место проведения | Программа соревнований |
| ------------------- | ------------------ | ---------------- | ---------------------- |
| 17–19 марта         | FIG World Cup 2023 | Афины            | Личные и групповые     |
| 31 марта – 2 апреля | FIG World Cup 2023 | София            | Личные и групповые     |
| 14–16 апреля        | FIG World Cup 2023 | Ташкент          | Личные и групповые     |
| 21–23 апреля        | FIG World Cup 2023 | Баку             | Личные и групповые     |
| 21–23 июля          | FIG World Cup 2023 | Милан            | Личные и групповые     |

World Challenge Cup
| 5–7 мая      | FIG World Challenge Cup 2023 | Портиман    | Личные и групповые |
| 14 – 16 июля | FIG World Challenge Cup 2023 | Клуж-Напока | Личные и групповые |